# (7374) 1980 DL
(7374) 1980 DL (1980 DL, 1991 TW13, 1993 FU27) — астероїд головного поясу.
Тіссеранів параметр щодо Юпітера — 3.347.